# Fields and Waves
| Recensione     | Giudizio |
| -------------- | -------- |
| AllMusic       |          |
| Piero Scaruffi |          |

Fields and Waves è il secondo album in studio del gruppo musicale britannico .O.rang, pubblicato nel 1996.

## Tracce
1. Barren – 7:29
2. Jalap – 8:11
3. P.53 – 6:04
4. Moider – 4:52
5. Seizure – 3:35
6. Moratorium – 4:06
7. Superculture – 4:37
8. Quondam – 7:57
9. Forest – 4:14
10. Hoo – 7:56
11. Boreades – 4:07
12. Fields & Waves – 4:46